# Râul Gediz
Râul Gediz (turcă: Gediz Nehri) este al doilea râu ca mărime din Anatolia ce se varsă în Marea Egee.

## Nume
Numele grecesc antic al râului a fost Hermos (Ἕρμος), latinizat ca Hermus.
Numele râului Gediz poate fi înrudit cu numele propriu lydian Cadys; Gediz este, de asemenea, numele unui oraș în apropierea izvoarelor râului.Numele „Gediz” poate fi, de asemenea, întâlnit ca un prenume masculin în Turcia.

## Etimologie
Sunt mai multe teorii care susțin originea numelui Gediz.
Acesta poate provenii de la numele propriu lidian „Cadys” sau de la orașul Gediz care este situat pe malurile râului. De asemenea, Gediz este un nume propriu foarte întâlnit în Turcia.

## Istoric
Denumirea antică este Hermus sau Hermos (Ἕρμος). Cursul său separa Aeolia de Ionia, cu excepția orașului ionian, Phocaea, aflat la nord.
Granițele provinciei hitite, Hapalla, au fost trasate după albia acestei ape.
Apele râului Gediz controlate de Lidia aveau o importanță crucială pentru acest stat antic anatolian.

## Locația
În regiunea turcă egeeană este al doilea râu ca mărime după Büyük Menderes.
Bazinul Gediz ocupă o suprafață de 2.2 % din cea a Turciei.
Izvorăște în munții Murat și Șaphane în provincia Kütahya, traversează provonciile Ușak, Manisa și İzmir, că să verse în Marea Egee prin Golful Izmir.
Delta Geldiz este o important rezervație a păsărilor, dar acesteau au de suferit de pe urma irigațiilor.